# Attundaland
Attundaland ili zemlja osam härada je od 1296. bila dijelom pokrajine Uppland u Švedskoj. 
Ime se odnosi na njenu ulogu u davanju 800 ljudi i 32 broda za leidang švedskih kraljeva u Uppsali.
Snorri Sturluson daje podatak da Tiundaland je bio najbogatiji i naplodniji kraj u Švedskoj. Bio je sjedištem švedskih kraljeva u Gamli Uppsali i kasnije nadbiskupije u Uppsali/švedske nadbiskupije.
Svi švedski zakonari (pos. vrsta skandinavskog zakonskog ureda) su bili podređeni zakonaru (švedski: lagman) iz Tiundalanda.
Ime Attunda će biti oživjeno stvaranjem Attunde, okružnog suda (Attunda tingsrätt) oko 2007. ili 2008. spajanjem okružnih sudova Sollentune i Södra Roslags. Sjedište tog novog okružnog suda će biti u Sollentuni.